# Centrum Kosmiczne Satish Dhawan
Centrum Kosmiczne Satish Dhawan – indyjskie centrum kosmiczne i kosmodrom należący do Indyjskiej Organizacji Badań Kosmicznych. Położone w stanie Andhra Pradesh, ok. 80 km na północ od miasta Ćennaj, na wyspie barierowej Sriharikota, skąd pochodzi również popularna nazwa ośrodka.